# Negiudin, Caraș-Severin
Negiudin este un sat în comuna Cornereva din județul Caraș-Severin, Banat, România.